# Lac Éden
Lac Éden är en sjö i Kanada.   Den ligger i regionen Saguenay–Lac-Saint-Jean och provinsen Québec, i den östra delen av landet, 500 km nordost om huvudstaden Ottawa. Lac Éden ligger 198 meter över havet. Arean är 1,3 kvadratkilometer. Den sträcker sig 2,2 kilometer i nord-sydlig riktning, och 1,2 kilometer i öst-västlig riktning.
I omgivningarna runt Lac Éden växer i huvudsak blandskog. Trakten runt Lac Éden är nära nog obefolkad, med mindre än två invånare per kvadratkilometer.